# Олли, Кевин
Кевин Джермейн Олли (англ. Kevin Jermaine Ollie, род. 27 декабря 1972, Даллас) — американский профессиональный баскетболист и тренер.

## Биография
Олли окончил Коннектикутский университет в 1995 году. По окончании обучения он выставил свою кандидатуру на драфт НБА 1995 года, однако не был выбран на нём ни одной из команд. Не попав в НБА, Кевин два года отыграл в Континентальной баскетбольной ассоциации за клуб «Коннетикут Прайд», а с 1997 года стал выступать уже в НБА. За 13 лет в лиге Олли выступал за 12 разных команд, причём за некоторые по несколько раз. По окончании карьеры игрока он вернулся в свой родной университет, где стал ассистентом главного тренера Джима Калхуна и уже в своём дебютном сезоне выиграл студенческий чемпионат США в качестве его помощника. В 2012 году он занял должность главного тренера, а уже в 2014 году под его началом «Хаскис» стали победителями турнира NCAA.
3 июня 2023 года стало известно, что Олли будет нанят в качестве помощника тренера в «Бруклин Нетс».. Олли присоединился к тренерскому штабу «Нетс» под руководством главного тренера Жака Вона. После того, как Вон был уволен во время перерыва на Матч всех звёзд НБА 2024, клуб повысил Олли до должности главного тренера на временной основе.

## Личная жизнь
Олли — христианин. Во время своей карьеры в НБА он активно участвовал в деятельности Fellowship of Christian Athletes. Один из священников FCA так отзывался о Кевине: «В НБА всего несколько человек, которые полностью посвящает себя богу как Кевин».
Олли был женат на девушке по имени Стефани и в браке у пары родилось двое детей — сын Джелен и дочь Чейни. В январе 2015 года Стефани подала на развод.

## Статистика

### Статистика в НБА
| Сезон                                                                                    | Команда       | Регулярный сезон | Регулярный сезон | Регулярный сезон | Регулярный сезон | Регулярный сезон | Регулярный сезон | Регулярный сезон | Регулярный сезон | Регулярный сезон | Регулярный сезон | Регулярный сезон | Серия плей-офф | Серия плей-офф | Серия плей-офф | Серия плей-офф | Серия плей-офф | Серия плей-офф | Серия плей-офф | Серия плей-офф | Серия плей-офф | Серия плей-офф | Серия плей-офф |
| Сезон                                                                                    | Команда       | GP               | GS               | MPG              | FG%              | 3P%              | FT%              | RPG              | APG              | SPG              | BPG              | PPG              | GP             | GS             | MPG            | FG%            | 3P%            | FT%            | RPG            | APG            | SPG            | BPG            | PPG            |
| ---------------------------------------------------------------------------------------- | ------------- | ---------------- | ---------------- | ---------------- | ---------------- | ---------------- | ---------------- | ---------------- | ---------------- | ---------------- | ---------------- | ---------------- | -------------- | -------------- | -------------- | -------------- | -------------- | -------------- | -------------- | -------------- | -------------- | -------------- | -------------- |
| 1997/98                                                                                  | Даллас        | 16               | 0                | 13,4             | 33,3             | 0,0              | 72,0             | 1,3              | 2,0              | 0,4              | 0,0              | 2,9              | Не участвовал  | Не участвовал  | Не участвовал  | Не участвовал  | Не участвовал  | Не участвовал  | Не участвовал  | Не участвовал  | Не участвовал  | Не участвовал  | Не участвовал  |
| 1997/98                                                                                  | Орландо       | 19               | 0                | 11,4             | 41,1             | 0,0              | 68,9             | 0,9              | 1,7              | 0,4              | 0,0              | 4,1              | Не участвовал  | Не участвовал  | Не участвовал  | Не участвовал  | Не участвовал  | Не участвовал  | Не участвовал  | Не участвовал  | Не участвовал  | Не участвовал  | Не участвовал  |
| 1998/99                                                                                  | Сакраменто    | 7                | 0                | 9,7              | 30,8             | 0,0              | 80,0             | 0,9              | 0,4              | 0,4              | 0,1              | 1,7              | Не участвовал  | Не участвовал  | Не участвовал  | Не участвовал  | Не участвовал  | Не участвовал  | Не участвовал  | Не участвовал  | Не участвовал  | Не участвовал  | Не участвовал  |
| 1998/99                                                                                  | Орландо       | 1                | 0                | 4,0              | 0,0              | 0,0              | 50,0             | 1,0              | 0,0              | 0,0              | 0,0              | 1,0              | Не участвовал  | Не участвовал  | Не участвовал  | Не участвовал  | Не участвовал  | Не участвовал  | Не участвовал  | Не участвовал  | Не участвовал  | Не участвовал  | Не участвовал  |
| 1999/00                                                                                  | Филадельфия   | 40               | 0                | 7,3              | 44,9             | 0,0              | 75,7             | 0,8              | 1,2              | 0,3              | 0,0              | 1,8              | 10             | 0              | 6,5            | 50,0           | 0,0            | 88,9           | 0,5            | 1,2            | 0,2            | 0,0            | 2,0            |
| 2000/01                                                                                  | Нью-Джерси    | 19               | 0                | 8,5              | 18,5             | 0,0              | 63,2             | 1,2              | 1,3              | 0,3              | 0,0              | 1,2              | Не участвовал  | Не участвовал  | Не участвовал  | Не участвовал  | Не участвовал  | Не участвовал  | Не участвовал  | Не участвовал  | Не участвовал  | Не участвовал  | Не участвовал  |
| 2000/01                                                                                  | Филадельфия   | 51               | 4                | 14,9             | 43,0             | 33,3             | 72,9             | 1,4              | 2,4              | 0,5              | 0,0              | 3,8              | 23             | 0              | 5,3            | 37,0           | 0,0            | 92,9           | 0,4            | 1,0            | 0,0            | 0,0            | 1,4            |
| 2001/02                                                                                  | Чикаго        | 52               | 17               | 22,0             | 38,3             | 50,0             | 83,8             | 2,5              | 3,7              | 0,7              | 0,0              | 5,8              | Не участвовал  | Не участвовал  | Не участвовал  | Не участвовал  | Не участвовал  | Не участвовал  | Не участвовал  | Не участвовал  | Не участвовал  | Не участвовал  | Не участвовал  |
| 2001/02                                                                                  | Индиана       | 29               | 0                | 19,8             | 40,0             | 0,0              | 80,4             | 1,9              | 3,4              | 0,9              | 0,0              | 5,4              | 5              | 0              | 23,6           | 42,3           | 50,0           | 100,0          | 2,4            | 4,6            | 0,6            | 0,0            | 5,8            |
| 2002/03                                                                                  | Милуоки       | 53               | 4                | 21,3             | 45,9             | 20,0             | 74,7             | 1,9              | 3,4              | 0,7              | 0,1              | 5,7              | Не участвовал  | Не участвовал  | Не участвовал  | Не участвовал  | Не участвовал  | Не участвовал  | Не участвовал  | Не участвовал  | Не участвовал  | Не участвовал  | Не участвовал  |
| 2002/03                                                                                  | Сиэтл         | 29               | 1                | 26,6             | 44,1             | 100,0            | 75,9             | 2,9              | 3,8              | 1,1              | 0,0              | 8,0              | Не участвовал  | Не участвовал  | Не участвовал  | Не участвовал  | Не участвовал  | Не участвовал  | Не участвовал  | Не участвовал  | Не участвовал  | Не участвовал  | Не участвовал  |
| 2003/04                                                                                  | Кливленд      | 82               | 7                | 17,1             | 37,0             | 44,4             | 83,5             | 2,1              | 2,9              | 0,6              | 0,1              | 4,2              | Не участвовал  | Не участвовал  | Не участвовал  | Не участвовал  | Не участвовал  | Не участвовал  | Не участвовал  | Не участвовал  | Не участвовал  | Не участвовал  | Не участвовал  |
| 2004/05                                                                                  | Филадельфия   | 26               | 0                | 6,1              | 35,5             | 0,0              | 66,7             | 0,7              | 0,7              | 0,2              | 0,0              | 1,1              | Не участвовал  | Не участвовал  | Не участвовал  | Не участвовал  | Не участвовал  | Не участвовал  | Не участвовал  | Не участвовал  | Не участвовал  | Не участвовал  | Не участвовал  |
| 2005/06                                                                                  | Филадельфия   | 70               | 23               | 15,3             | 43,1             | 33,3             | 83,7             | 1,4              | 1,4              | 0,5              | 0,0              | 2,7              | Не участвовал  | Не участвовал  | Не участвовал  | Не участвовал  | Не участвовал  | Не участвовал  | Не участвовал  | Не участвовал  | Не участвовал  | Не участвовал  | Не участвовал  |
| 2006/07                                                                                  | Филадельфия   | 53               | 23               | 17,3             | 43,3             | 0,0              | 82,2             | 1,4              | 2,5              | 0,4              | 0,0              | 3,8              | Не участвовал  | Не участвовал  | Не участвовал  | Не участвовал  | Не участвовал  | Не участвовал  | Не участвовал  | Не участвовал  | Не участвовал  | Не участвовал  | Не участвовал  |
| 2007/08                                                                                  | Филадельфия   | 40               | 0                | 7,5              | 42,0             | 0,0              | 80,0             | 0,5              | 1,0              | 0,3              | 0,0              | 1,8              | 3              | 0              | 6,3            | 25,0           | 0,0            | 100,0          | 0,3            | 1,0            | 0,7            | 0,0            | 1,3            |
| 2008/09                                                                                  | Миннесота     | 50               | 21               | 17,0             | 40,7             | 0,0              | 83,3             | 1,5              | 2,3              | 0,4              | 0,1              | 4,0              | Не участвовал  | Не участвовал  | Не участвовал  | Не участвовал  | Не участвовал  | Не участвовал  | Не участвовал  | Не участвовал  | Не участвовал  | Не участвовал  | Не участвовал  |
| 2009/10                                                                                  | Оклахома-Сити | 25               | 0                | 10,5             | 40,0             | 0,0              | 100,0            | 1,0              | 0,8              | 0,4              | 0,0              | 1,8              | 1              | 0              | 5,5            | 0,0            | 0,0            | 0,0            | 0,0            | 0,0            | 0,0            | 0,0            | 0,0            |
|                                                                                          | Всего         | 662              | 100              | 15,5             | 41,0             | 31,0             | 79,2             | 1,5              | 2,3              | 0,5              | 0,0              | 3,8              | 42             | 0              | 7,9            | 40,0           | 50,0           | 93,5           | 0,6            | 1,5            | 0,2            | 0,0            | 2,0            |
| Наведите курсор мыши на аббревиатуры в заголовке таблицы, чтобы прочесть их расшифровку. |               |                  |                  |                  |                  |                  |                  |                  |                  |                  |                  |                  |                |                |                |                |                |                |                |                |                |                |                |